# Belovo
Belovo je naselje v Občini Laško.